# Francis Osborne, V duca di Leeds
Francis Goldophin Osborne, V duca di Leeds (Thurso, 29 gennaio 1751 – Londra, 31 gennaio 1799), è stato un nobile, giurista e politico britannico.

## Biografia

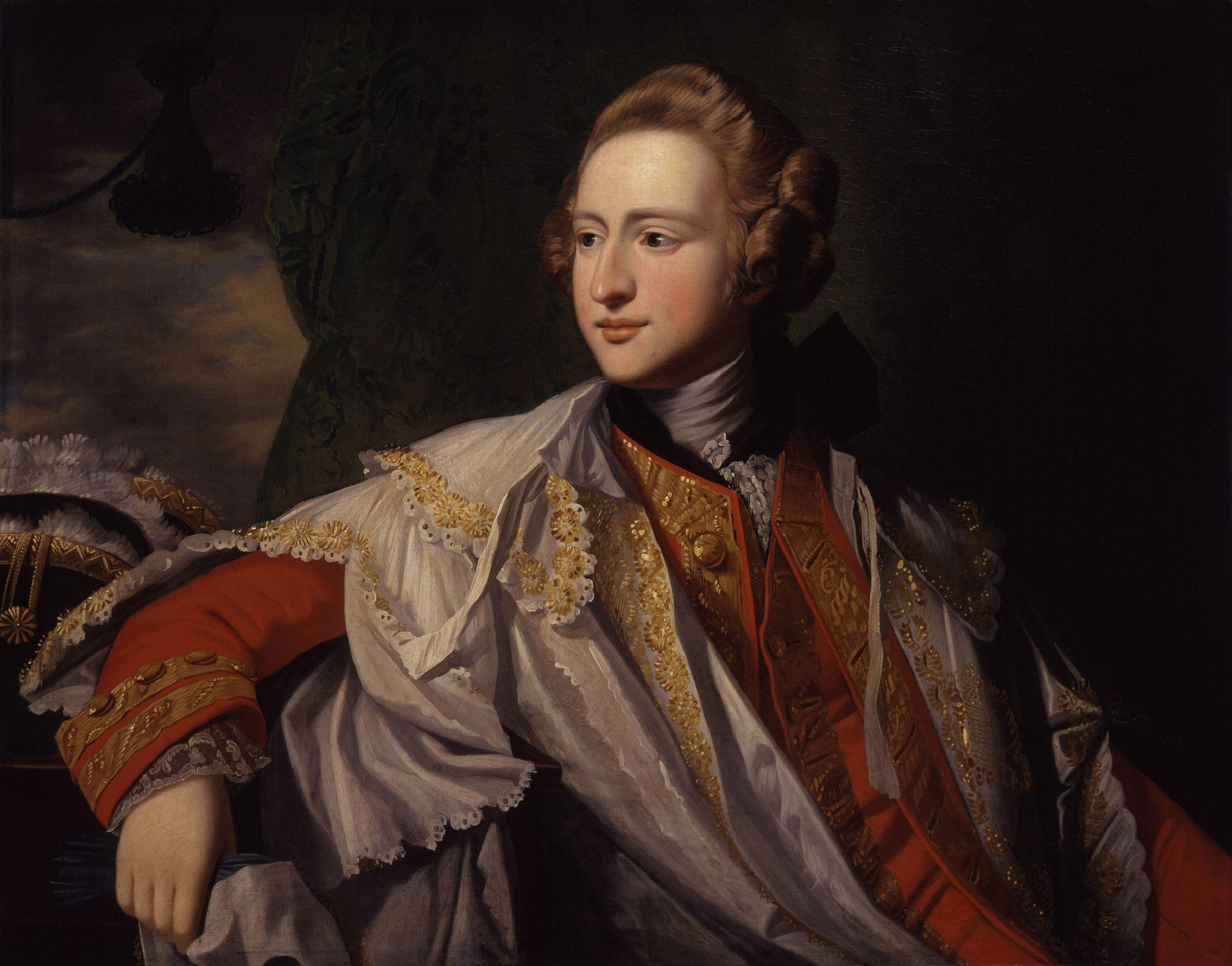
Francis Osborne, V duca di Leeds, in un ritratto di Benjamin West del 1769 circa

Francis Osborne era figlio di Thomas Osborne, IV duca di Leeds, e di sua moglie Lady Mary Godolphin, figlia di Francis Godolphin, II conte di Godolphin. Venne educato ad Eton ed alla Westminster School, dove ebbe modo di conoscere alcuni dei suoi futuri collaboratori politici: George Nugent-Temple-Grenville, I marchese di Buckingham e Charles Manners, IV duca di Rutland.
Eletto al Parlamento nel 1774 in rappresentanza dell'Eye, fece parte della coalizione Tory contro il governo di Lord North.
Nel 1776 venne eletto alla Camera dei Lord, della quale fu presidente dal 1789 al 1790.
Nel 1777 fu Cancelliere d'Inghilterra succedendo a John West, II conte di De La Warr e nel 1779 venne nominato dapprima Lord Intendente dello Yorkshire e poi nel 1783 ambasciatore in Francia, ma non assunse mai ufficialmente l'incarico, preferendo divenire Segretario di Stato per gli Affari Esteri del governo di William Pitt il giovane nel dicembre di quello stesso anno. Lo storico Jeremy Black ha riferito come in termini di politica estera, Pitt e altri si dissero dispiaciuti della sua performance come ministro, in particolare dopo la morte di suo padre nel 1789 quando il duca di Leeds iniziò a sviluppare, in concomitanza con lo scoppio della Rivoluzione Francese, un profondo sentimento anti-francese, pur non prendendo mai iniziative aggressive dirette nel campo della politica estera del suo paese. Le tensioni tra Osborne e Pitt peggiorarono ulteriormente quando il duca di Leeds si oppose ad una serie di politiche di vicinanza alla Russia zarista e per questo decise di abbandonare ogni incarico nell'aprile del 1791.
Osborne, sempre come ministro degli esteri, aveva già avuto pessimi rapporti anche con due esponenti di spicco degli Stati Uniti d'America, da poco indipendenti: due futuri presidenti, John Adams e Thomas Jefferson, come ambasciatori in Inghilterra, entrambi ebbero modo di lamentarsi dell'attitudine ostruttiva e dell'"avversione ad ogni cosa che avesse a che fare con noi [gli Stati Uniti]" manifestata dal duca di Leeds. Adams, che pure era anglofilo per inclinazione, si presentò più favorevole a passare sopra a questi screzi, Jefferson si presentò più duro nei giudizi e non riuscì mai ad avere col ministro inglese un rapporto costruttivo.
Cercò di riprendere le redini della politica nel 1792 quando iniziò a circolare la notizia di una nuova coalizione antifrancese di cui egli avrebbe voluto essere a capo, ma a cui si opposero sia Pitt che re Giorgio III.
Fu viceammiraglio dello Yorkshire dal 1788 al 1799.
Fu inoltre protettore di William FitzGerald, II conte di Leinster, poeta e politico irlandese, e difese la causa cattolica liberale irlandese davanti al Parlamento.
Morì a Londra il 31 gennaio 1799 e venne sepolto nella cappella della famiglia Osborne nella All Hallows Church di Harthill. Nei suoi titoli venne succeduto dal figlio primogenito avuto dal primo matrimonio, George, che ottenne quindi il ruolo di sesto duca di Leeds. Il secondogenito, avuto dal suo primo matrimonio, Francis, venne creato Barone Godolphin nel 1832. Sua moglie morì nel 1837. I diari politici del duca di Leeds vennero pubblicati per la prima volta da Oscar Browning della Camden Society nel 1884, in un'opera di otto volumi della sua corrispondenza ufficiale oggi conservata al British Museum.

## Matrimoni

### Primo Matrimonio
Il 29 novembre 1773, sposò Lady Amelia Darcy, figlia di Robert Darcy, IV conte di Holderness. Divorziarono nel 1779. Ebbero tre figli:
- George Osborne, VI duca di Leeds (21 luglio 1775-10 luglio 1838);
- Lady Mary Henrietta Juliana Osborne (1776-1862), sposò Thomas Pelham, II conte di Chichester, ebbero sei figli;
- Francis Osborne, I barone Godolphin (18 ottobre 1777-15 febbraio 1850).

### Secondo Matrimonio
Nel 1788, sposò Catherine Anguish, figlia di Thomas Anguish. Ebbero due figli:
- Lord Sidney Godolphin Osborne (1789-1861);
- Lady Catherine Anne Sarah Osborne (1791-1878), sposò il maggiore John Whyte-Melville, il 1º giugno 1819 ed ebbero figli.